# Coenonympha iranica
Coenonympha iranica är en fjärilsart som beskrevs av Leo Schwingenschuss 1939. Coenonympha iranica ingår i släktet Coenonympha och familjen praktfjärilar. Inga underarter finns listade i Catalogue of Life.